# Zikmund II. Smiřický ze Smiřic
Zikmund II. Smiřický ze Smiřic, zvaný Bohatý (též Sigmund; srpen 1557 nebo 1558 – 27. května 1608 Praha) byl český šlechtic z hruboskalské linie rodu Smiřických ze Smiřic. V letech 1597–1608 byl hlavou rodu. Patřil k nejbohatším šlechticům v zemi.

## Život
Zikmund Smiřický se narodil v srpnu roku 1557, jeho rodiči byli Jindřich Smiřický ze Smiřic (1535–1569) a Alžběta (Eliška) rozená z Valdštejna (1538–1596). Byl členem Jednoty bratrské.
Jako nekatolík studoval v cizině, nejprve na gymnáziu ve Zhořelci a poté na univerzitě ve Wittenbergu. Studia však nedokončil. Ovládal několik jazyků: češtinu, němčinu, italštinu a částečně i francouzštinu. Zastával významné dvorské a zemské úřady. Působil na dvoře Maxmiliána II. a jeho syna Rudolfa II. U podivínského císaře zastával funkci číšníka, císařského rady a císařského komorníka. V letech 1603–1604 byl hejtmanem hradeckého kraje a v letech 1605–1606 kouřimského kraje.
Zikmund stonal čtyři týdny a zemřel jako poslední z bratrů ve věku padesáti let 27. května 1608 ve svém paláci na Malostranském náměstí v Praze. Pochován byl v rodové hrobce v Kostelci nad Černými Lesy.

## Rodina
Na zámku ve Škvorci, který vlastnil jeho bratranec Václav Smiřický ze Smiřic (1564–1593), se 4. listopadu 1584 oženil s Hedvikou Zajícovou z Házmburka († 31. března 1610), s níž měl šest dětí:
- 1. Jaroslav II. (1588–1611), hlava rodu 1608–1611
- 2. Eliška Kateřina (Alžběta Kateřina, 1590–1620) 
  - ∞ Ota Jindřich z Vartenberka († 1625)
- 3. Jindřich Jiří (1592–1630), duševně chorý, poslední mužský člen rodu
- 4. Albrecht Jan (1594–1618), hlava rodu 1614–1618, čelný představitel protihabsburské opozice
- 5. Markéta Salomena (1597–1655), její osobou rod vymřel po přeslici 
  - ∞ Jindřich Michal Slavata z Chlumu a Košumberka († 1620).
- 6. Ladislav[4] (17. 7. 1600 – 18. 12. 1600)[2]

Starší ze sester Eliška Kateřina se zamilovala do mladého kováře. Poté, co se o jejich vztahu otec dozvěděl, nechal dceru uvěznit na hradě Kumburku (asi v roce 1606). Odtud ji vysvobodil a oženil se s ní Ota Jindřich z Vartenberka. Následné tahanice o Jičín a Kumburk se sestrou a Slavatou skončily 1. února 1620 výbuchem v jičínském zámku, při němž Eliška Kateřina i Slavata zahynuli.

## Majetek

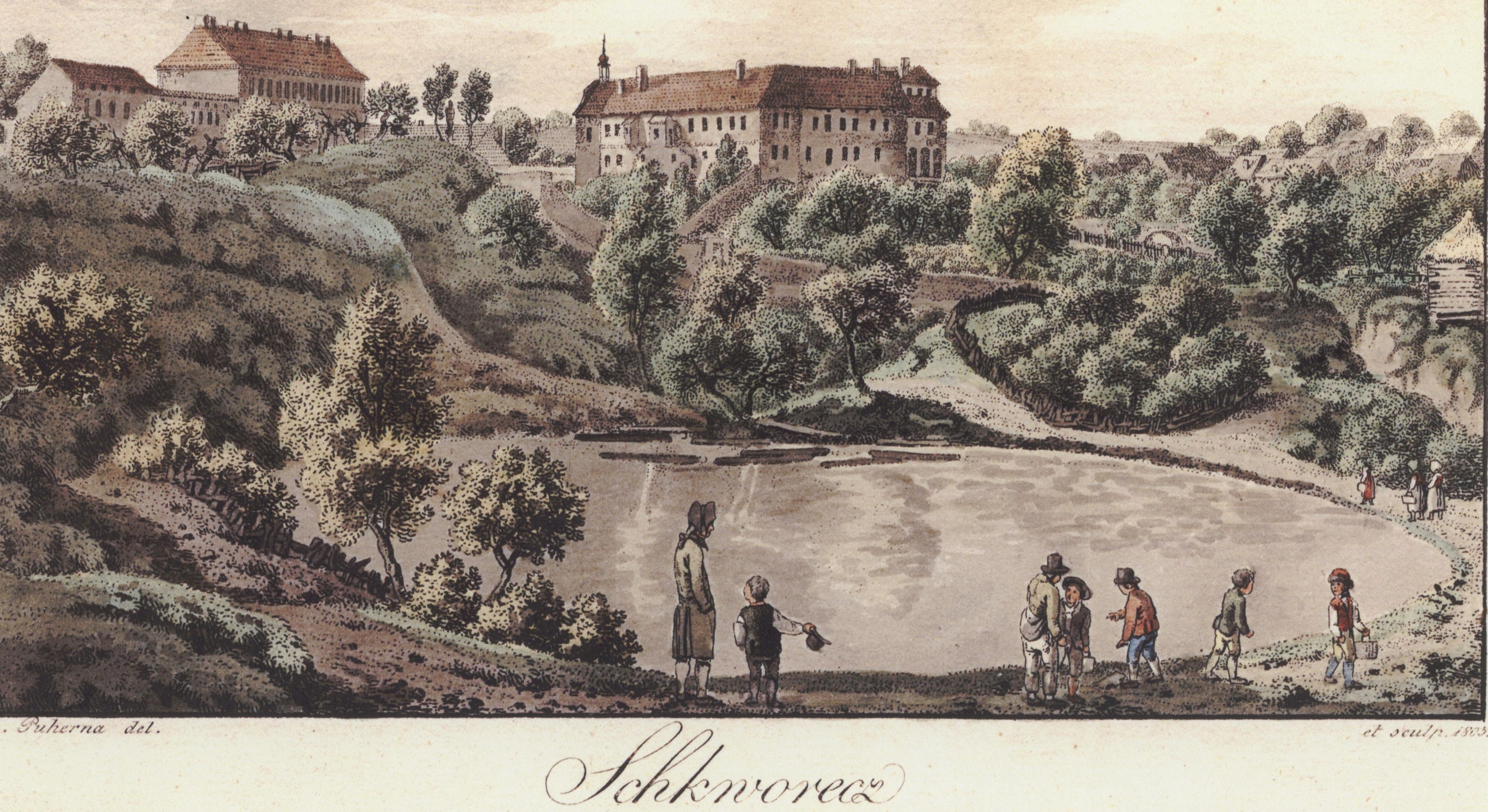
Škvorec, A. Pucherna 1805

Správy kosteleckého panství se ujal po smrti svého strýce Jaroslava I., vysokého královského úředníka, který však přežil všechny své děti. Vlastnil také panství Hrubá Skála, v roce 1591 koupil Český Dub a v roce 1607 koupil za 84 tisíc kop grošů českých panství Kumburk s městem Jičín. Po smrti obou svých bratrů se stal jedním z nejbohatších šlechticů v Čechách. V roce 1603 byl podle počtu osedlých dokonce druhým nejbohatším šlechticem. Velké bohatství mu umožnilo mecenášské aktivity.
Po Zikmundově smrti se rodových panství na krátkou dobu ujal jeho syn Jaroslav II., který však zemřel mlád 16. února 1611, a po jeho smrti majetky přešly na další příbuzné z náchodské větve (Albrecht Václav Smiřický ze Smiřic).